# EC 번호 목록 (EC 7)
EC 번호 목록 (EC 7)(영어: list of EC numbers (EC 7))은 EC 번호의 일곱 번째 부류인 EC 7 자리옮김효소에 대한 EC 번호 목록이며, 국제 생화학·분자생물학 연합의 명명법 위원회에서 결정한 번호 순서 대로 나열되어 있다. 모든 공식 정보는 위원회의 웹사이트에 표로 정리되어 있다. 데이터베이스는 엔드류 맥도널드(Andrew McDonald)가 개발하고 유지 관리한다.

## EC 7.1: 히드론의 자리옮김을 촉매[3]

### EC 7.1.1: 산화환원효소 반응과 관련
- EC 7.1.1.1: 양성자-자리옮김 NAD(P)+ 트랜스하이드로제네이스 *
- EC 7.1.1.2: NADH:유비퀴논 환원효소 (H+-자리옮김) *
- EC 7.1.1.3: 유비퀴놀 산화효소 (H+-수송) *

## 같이 보기
- 효소 목록
- EC 번호 목록 (EC 1) (영어판)
- EC 번호 목록 (EC 2) (영어판)
- EC 번호 목록 (EC 3) (영어판)
- EC 번호 목록 (EC 4) (영어판)
- EC 번호 목록 (EC 5) (영어판)
- EC 번호 목록 (EC 6) (영어판)